# 베를린 지하철 9호선
베를린 지하철 9호선(독일어: U-Bahn-Linie 9) 또는 U9은 베를린 지하철의 노선 중 하나로, 총 연장 12.5 km에 18개 역이 있다. U5, U6, U7, U8 노선과 함께 대형 규격(Großprofil) 노선에 속한다. 베를린 지하철의 세 번째 남북 종단선이며, 게준트브루넨, 베딩에서 서부 도심과 슈테글리츠를 잇는다. 

## 역사

### 건설 배경과 개통

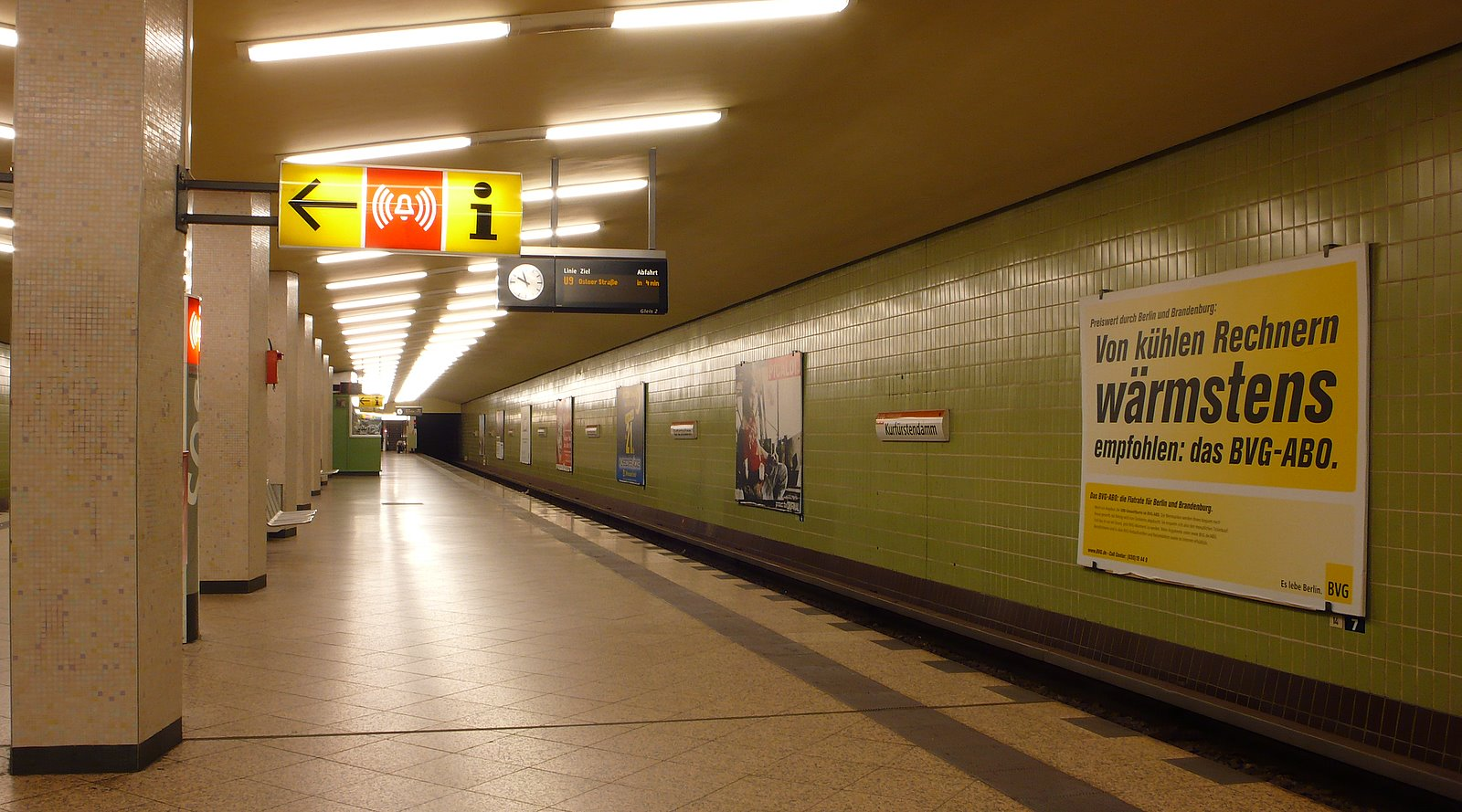
쿠르퓌르스텐담역

베를린 분단이 시작된 1948년부터 서베를린의 대중교통 분담률에서 동베를린을 우회하는 노면전차와 버스의 비중이 높아졌다. 서베를린의 도심으로 베를린 동물원 남쪽의 시티 웨스트가 개발되면서 슈테글리츠, 베딩, 라이니켄도르프와의 도시철도 연결이 계획되었다. 기존 노선 연장으로는 연결이 불가능했기 때문에 새로운 노선 건설로 견정되었다. 건설 당시의 노선명 규칙에 의해서 G선이라는 이름이 붙여졌다. 오슬로어 슈트라세에서 시작하여 베딩의 중심점 레오폴트 광장, 모아비트의 중심점 투름슈트라세, 서베를린의 도심이었던 동물원 일대와 쿠르퓌르스텐담, 분데스알레, 슐로스슈트라세, 슈테글리츠 구청을 잇는 경로로 결정되었다. C선, D선(각각 현재의 U6, U8)을 이은 세 번째의 베를린 남북 종단선이다.
노선 기공식은 1955년 6월 23일 티어가르텐에서 진행되었다. 기존에 건설되었던 U반 노선 네 곳(U1, U2, U3, U6), S반 노선 두 곳(순환선과 도심선), 슈프레강, 란트베어 운하, 베를린-슈판다우 운하 아래를 지나가야 했다.

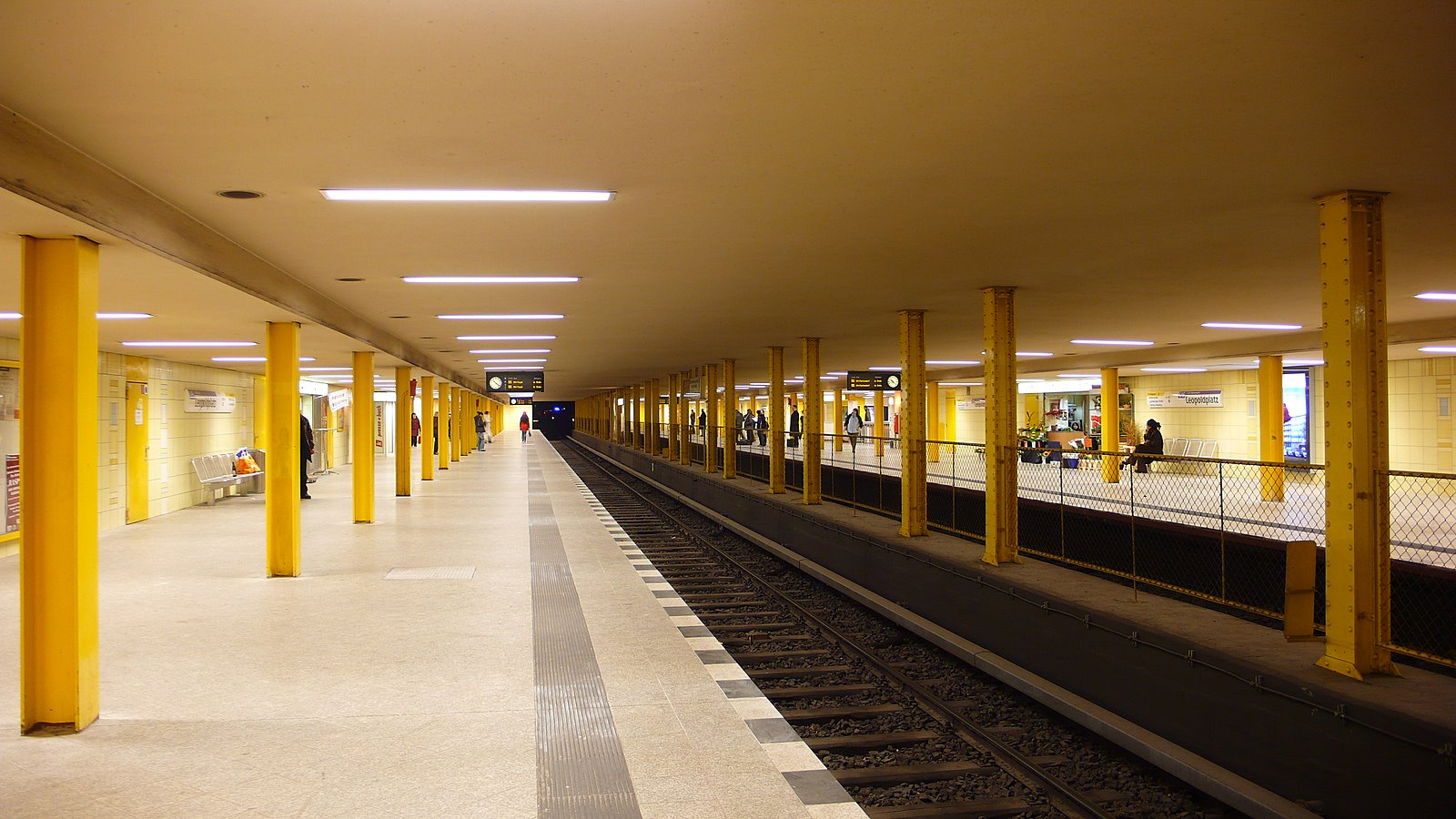
C선에 새로 건설된 상대식 승강장

1960년에는 당시 공사 구간의 북쪽 종점이었던 레오폴트플라츠역의 C선 운행이 6개월간 중단되었다. C선에는 과거에 건설된 섬식 승강장이 철거되고 상대식 승강장이 2면 건설되었으며, G선은 C선 아래쪽으로 섬식 승강장이 건설되었다. 이와 함께 제슈트라세 기지를 잇는 연결선이 건설되었다. 레오폴트 광장 남쪽으로 도로를 지나면서 베를린-슈판다우 운하, 베를린 순환선, 주거지구 아래를 지나야 했다. 암루머 슈트라세역은 당시 계획되어 있었던 내부순환도로의 지하차도 건설을 대비하여 지하 10m에 승강장이 건설되었고, 구조 보강 및 승강장 남쪽에 추가 천장 구조물을 설치할 수 있도록 대비되었다.
카이저 빌헬름 기념 교회, 쿠르퓌르스텐담, 베를린 동물원역 지하를 통과하는 것도 어려움이 컸다. 가깝게 붙어 있는 과거에 건설되었던 소형 규격 노선 2곳을 교차해야 했다. 당시 룰레벤역 방면 노선이 활발하게 운행 중이었기 때문에 해당 구간의 영업을 중단할 수 없었다. 반면 쿠르퓌르스텐담역은 울란트슈트라세역 방면 노선과만 교차했고, 이용량이 많지 않았기 때문에 노선 영업을 중단하고 새로운 환승역을 건설했다.
남쪽 종점이었던 슈피헤른슈트라세역은 U3 쪽에 역이 없었기 때문에 새로운 환승역이 건설되었다. 근처에 있었던 뉘른베르거 플라츠역이 폐역되었고, 이로 인하여 전역인 비텐베르크플라츠역과 슈피헤른슈트라세역의 역간 거리가 1106 m로 길어졌기 때문에 중간역으로 아우크스부르거 슈트라세역이 건설되었다. 소형 규격 노선 쪽은 기존 구조물을 최대한 침범하지 않는 방향으로 건설했기 때문에 이 두 역은 모두 상대식 승강장으로 건설되었다. 슈피헤른슈트라세역은 1959년 6월 2일, 아우크스부르거 슈트라세역은 1961년 5월 8일에 개통했다.

모든 역사 설계는 알프레드 그레난데르가 담당했다. 브루노 그리메크의 설계 사상인 근대 건축을 이어받았다.
노선 건설 당시에 개통된 역은 다음과 같다.
- 레오폴트플라츠역
- 암루머 슈트라세역
- 푸틀리츠슈트라세역(Putlitzstraße, 현재의 베스트하펜역)
- 비르켄슈트라세역
- 투름슈트라세역
- 한자플라츠역
- 동물원역
- 쿠르퓌르스텐담역
- 슈피헤른슈트라세역

G선은 1961년 9월 2일에 영업을 시작할 예정이었다. 그 해 8월 13일부터 동독 정부에서는 동서베를린 국경을 폐쇄했고 베를린 장벽 건설을 시작했다. 그 결과 동베를린을 지나지 않는 도시 철도 수요가 급상승하자 1961년 8월 28일로 개통을 앞당겼다.

### 남부 연장
1971년 1월 29일에 여러 구간이 영업을 시작했다. U7은 뫼케른브뤼케역에서 서쪽으로 페어벨리너 플라츠역으로 연장되었고, U9는 슈피헤른슈트라세역에서 남서쪽으로 발터슈라이버플라츠역으로 연장되었다. 1962년 7월 1일에 착공하여 이 날 개통된 노선의 연장은 9 km, 역 개수는 11개였다. 이 노선은 노이쾰른과 슈테글리츠 지역을 서부 도심과 도시철도로 연결했고 더 이상 버스에만 의존하지 않게 되었다.

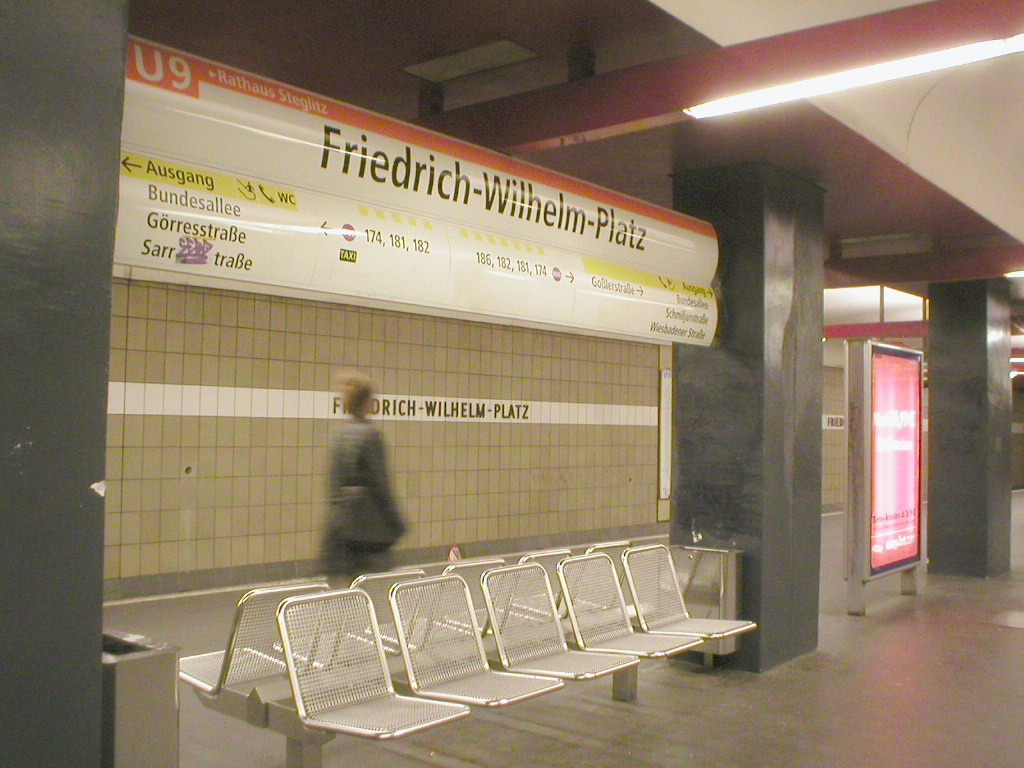
프리드리히빌헬름플라츠역

U9 노선은 기존 종착역인 슈피헤른슈트라세역에서 분데스알레를 따라 연장되었고 U7 노선과 베를리너 슈트라세역에서 만난다. 하부 U7 승강장은 단순한 섬식 승강장이며, 상부 U9 승강장은 지하차도로 인해서 사실상 가운데가 막혀 있는 섬식 승강장이다. 상행선과 하행선 승강장 구조물은 별도의 터널로 건설되었고, 승강장 북쪽 끝에 있는 연결 터널을 통해서만 두 승강장이 연결된다.
분데스플라츠역 역시 지하차도 때문에 상대식 승강장이 건설되었다. 역 진입 직전에 상하행선이 터널 양쪽으로 갈라지고, 승강장은 분리된 상대식 승강장으로 건설되었다. 베를린 순환선을 운행하는 S반 열차와 환승할 수 있으나, 1980년부터 1993년까지는 S반 영업이 중단되었다.
최초의 남부 연장 종착역은 발터슈라이버플라츠역이다.
모든 역사는 라이너 륌러가 설계했다. 세라믹 타일 대신에 대형 채색 시멘트 패널로 역사 내부를 마감했다. 베를리너 슈트라세역은 베를린의 문장에서 온 흰색과 빨간색, U7의 아이제나허 슈트라세역은 아이제나흐 일대의 튀링겐숲을 상징하는 녹색을 사용했다.

### 추가 남부 및 북부 연장

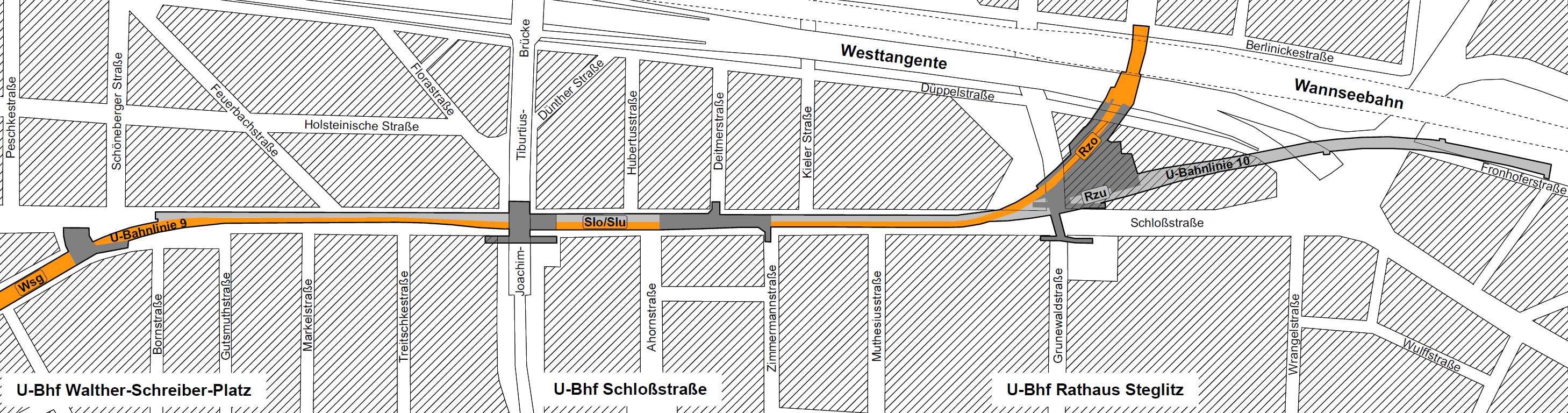
슐로스슈트라세역의 U9, U10 승강장 구조

발터슈라이버플라츠역이 개통된 1971년에도 남부 연장 공사는 계속 진행되고 있었다. 분데스알레와 라인슈트라세는 서로 합류하여 슐로스슈트라세로 계속 진행되며, 이 구간은 U10과 U9 노선이 공유할 예정이었다. 슐로스슈트라세의 좁은 폭 때문에 두 노선을 복층으로 건설할 예정이었다.
발터슈라이버플라츠역과 슐로스슈트라세역 사이에서 U10 노선이 사용할 예정이었던 터널을 통해 진행한다. 슐로스슈트라세역은 도심 방면 승강장이 북쪽, 라트하우스 슈테글리츠 방면 승강장이 남쪽에 위치한다. 각각 섬식 승강장으로 건설되었으며, U10이 사용할 예정이었던 승강장 동측을 사용한다. 원래 U9 승강장으로 사용하려고 했던 서측은 펜스로 막혀 있으며, 궤도변에도 급전을 위한 제3궤조가 설치되어 있지 않다. 이 승강장을 사용할 계획은 없으며, 선시공부를 마련하기 위해서 이 구간의 건설 비용은 km당 7800만 마르크로 책정되었다.
슐로스슈트라세역 남쪽으로는 라트하우스 슈테글리츠역에서 종착한다. 이 역은 원래 U9, U10의 분기역으로 계획되었으며 두 노선의 승강장은 V형으로 계획되었다. 원래의 U9 승강장(Rzo)은 상대식 승강장으로 지하 1층에 건설될 예정이었으나, 승강장 구조물만 완공된 채로 방공호의 저장 시설로 사용 중이다. S반 환승 통로에 있는 출입구를 통해서 승강장을 엿볼 수 있다. 현재 사용 중인 U9 승강장은 원래는 U10 승강장(Rzu)으로 계획되었으며, 지하 2층에 위치해 있다.

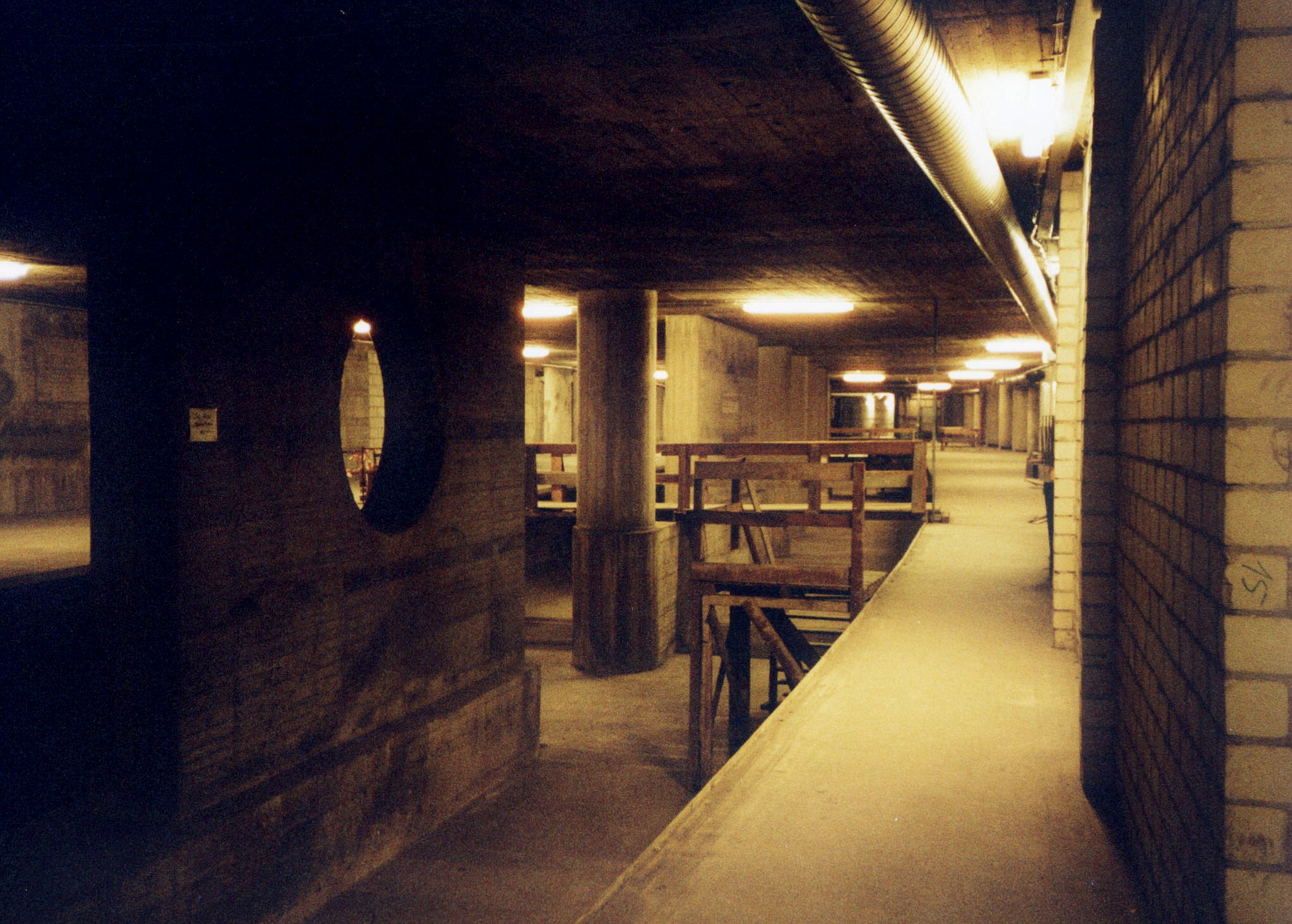
라트하우스 슈테글리츠역의 유령 승강장. 원래 계획으로는 U9 승강장이 될 예정이었다.

계획된 U9 노선은 역 남쪽에서 반제선 하부를 교차할 예정이었다. 그러나 1970년대에는 독일국영철도에서 소유하고 있었던 노반 하부 굴착 허가를 받기 힘들었기 때문에 승강장과 인상선을 같이 건설할 수 없었고, 이로 인하여 서쪽에 있었던 U10 승강장을 대신 사용하게 되었다. 그 결과 U9 노선이 계획된 U10 노선의 경로를 따라가게 되었고, 반제산 하부를 지나지 않았기 때문에 인상선도 같이 건설할 수 있었다.
1984년 1월에 서베를린 S반의 영업권이 BVG에 양도되면서 독일국영철도와의 협약 없이 원래 U9 계획대로 반제선 하부를 굴착할 가능성이 생겼다. 1984년 당시에는 10년간의 영업권만이 확보되어 있었기 때문에 1980년대 중반에 반제선 하부의 터널을 일단 굴착하고, 필요한 인상선은 추가로 터널을 더 건설할 예정이었다. 그러나 이 계획은 결국에는 실현되지 않았다. 현재도 라트하우스 슈테글리츠역의 U반과 S반 환승거리는 이로 인하여 상대적으로 길어졌다. U반 승강장 위쪽에는 버스 정류장과 환승센터가 설치되었다.
슐로스슈트라세역 설계는 쉴러 운트 비테(Schüler & Witte)에서 담당했다. 역사 내벽은 빨간색, 노란색, 파란색 요소로 구성되었고, 대부분은 노출 콘크리트가 차지하고 있다. 라트하우스 슈테글리츠역은 라이너 륌러가 설계했다. 대형 빨간색 및 흰색 패널로 마감되었고, 은색 글자로 역명이 표기되었다. 1974년 9월 30일에 1.6 km 구간이 개통했다.
레오폴트플라츠역 북쪽으로도 추가 구간이 건설되었다. 팡코까지 연장하는 계획은 있으나 건설 당시에는 베를린이 분단되어 있었기 때문에 오슬로어 슈트라세역까지만 건설되었다. 이외에도 나우에너 플라츠역이 중간역으로 건설되었다. 오슬로어 슈트라세역 건설 당시에 U8 연장 구간이 공사 중이었기 때문에 한 쪽의 공사가 다른 쪽에 영향을 주지 않도록 건설되었다.
나우에너 플라츠역은 라트하우스 슈테글리츠역과 유사하게 대형 벽면 요소와 은색 글자 역명을 사용했다. 당시 역이 프랑스 점령지구에 있었기 때문에 이를 상징하는 빨간색, 흰색, 파란색을 주로 사용했다. 북부 연장 구간은 약 1.5 km이며 1976년 4월 30일에 개통했다.

## 운행
1990년 4월 6일부터 주말 야간 운행을 시작한 베를린 최초의 노선이다. 정규 운행 계통에서는 중간 종착 열차가 없다. 전 구간 운행 시간은 약 30분이다.
| 구간 | 월-금(출퇴근) (7:00–10:00, 13:00–19:00) | 월-금(평시) (6:00–7:00, 10:00–13:00,19:30–20:30) | 토 (10:00–20:30) | 일, 공휴일 (11:30–17:00) | 저수요 시간 (월–금 4:30–6:00, 월–토 20:30 이후, 일 17:30–1:00, 5:30–10:00, 일 7:00–11:30) | 금/토, 토/일 및 공휴일 전날 야간 (금/토 0:30–5:30, 토/일 0:30–6:30) |
| --- | --------------------------------------- | ------------------------------------------------ | ---------------- | ------------------------ | ----------------------------------------------------------------------------------------- | ------------------------------------------------------------------- |
| 라트하우스 슈테글리츠 ↔ 오슬로어 슈트라세                                                                                            | 04분 0여름방학 중 5분                   | 05분                                             | 05분             | 05분                     | 010분                                                                                     | 015분                                                               |
| 금요일/토요일, 토요일/일요일 밤(0:30-4:30)에는 U9 전 구간을 15분 간격으로 운행한다. 다른 날에는 심야 버스 N9번이 U9 구간을 운행한다. |                                         |                                                  |                  |                          |                                                                                           |                                                                     |

1965년에 LZB 501 시험 운행이 시작되었고 1976년에는 영업 운행이 시작되었다. 이를 통해서 최소 배차 간격을 70초로 단축시킬 수 있었다. 1993년에는 LZB 사용이 중단되었고 1998년까지는 시험 운행에만 사용되다가 운영이 중단되었다.

## 연장 계획
1970년대의 200 km 건설안에는 북쪽으로는 팡코 방면, 남쪽으로는 랑크비츠 방면의 노선 연장이 계획되어 있으나, 2003년 베를린 대중교통 계획에서 제외되었다.

## 역 목록
| 코드명  | 역명 (한국어)          | 역명 (독일어)           | 접속 노선                                            | 영업 거리            | 소재지                       | 소재지         |
| ------- | ---------------------- | ----------------------- | ---------------------------------------------------- | -------------------- | ---------------------------- | -------------- |
| Olo     | 오슬로어 슈트라세      | Osloer Straße           | U8                                                   |                      | 미테구                       | 게준트브루넨   |
| Np      | 나우에너 플라츠        | Nauener Platz           |                                                      |                      | 미테구                       | 게준트브루넨   |
| Np      | 나우에너 플라츠        | Nauener Platz           | 베딩                                                 |                      | 미테구                       |                |
| Lpu     | 레오폴트플라츠         | Leopoldplatz            | U6                                                   |                      | 미테구                       |                |
| Am      | 암루머 슈트라세        | Amrumer Straße          |                                                      |                      | 미테구                       |                |
| WF      | 베스트하펜             | Westhafen               | S41 · S42                                            |                      | 미테구                       | 모아비트       |
| Bi      | 비르켄슈트라세         | Birkenstraße            |                                                      |                      | 미테구                       | 모아비트       |
| Tm      | 투름슈트라세           | Turmstraße              |                                                      |                      | 미테구                       | 모아비트       |
| Ha      | 한자플라츠             | Hansaplatz              |                                                      |                      | 미테구                       | 한자피어텔     |
| Zu      | 동물원                 | Zoologischer Garten     | Fernverkehr · Regionallinie · S3 · S5 · S7 · S9 · U2 |                      | 샤를로텐부르크빌머스도르프구 | 샤를로텐부르크 |
| Kfu     | 쿠르퓌르스텐담         | Kurfürstendamm          | U1                                                   |                      | 샤를로텐부르크빌머스도르프구 | 샤를로텐부르크 |
| Snu     | 슈피헤른슈트라세       | Spichernstraße          |                                                      |                      | 샤를로텐부르크빌머스도르프구 | 빌머스도르프   |
| Gt      | 귄첼슈트라세           | Güntzelstraße           |                                                      |                      | 샤를로텐부르크빌머스도르프구 | 빌머스도르프   |
| Beo     | 베를리너 슈트라세      | Berliner Straße         | U7                                                   |                      | 샤를로텐부르크빌머스도르프구 | 빌머스도르프   |
| Bd      | 분데스플라츠           | Bundesplatz             | S41 · S42 · S45 · S46                                |                      | 샤를로텐부르크빌머스도르프구 | 빌머스도르프   |
| Bd      | 분데스플라츠           | Bundesplatz             | S41 · S42 · S45 · S46                                | 템펠호프쇠네베르크구 | 프리데나우                   |                |
| Fw      | 프리드리히빌헬름플라츠 | Friedrich-Wilhelm-Platz |                                                      | 템펠호프쇠네베르크구 | 프리데나우                   |                |
| Wsg     | 발터슈라이버플라츠     | Walther-Schreiber-Platz |                                                      | 템펠호프쇠네베르크구 | 프리데나우                   |                |
| Wsg     | 발터슈라이버플라츠     | Walther-Schreiber-Platz | 슈테글리츠첼렌도르프구                               | 슈테글리츠           |                              |                |
| Slo/Slu | 슐로스슈트라세         | Schloßstraße            | 슈테글리츠첼렌도르프구                               | 슈테글리츠           |                              |                |
| Rzu     | 라트하우스 슈테글리츠  | Rathaus Steglitz        | 슈테글리츠첼렌도르프구                               | 슈테글리츠           | S1                           |                |

## 개통 연혁
- 1961년 8월 28일: 레오폴트플라츠 – 슈피헤른슈트라세
- 1971년 1월 29일: 슈피헤른슈트라세 – 발터슈라이버플라츠
- 1974년 9월 30일: 발터슈라이버플라츠 – 라트하우스 슈테글리츠
- 1976년 4월 30일: 레오폴트플라츠 – 오슬로어 슈트라세

## 참고 문헌
- Senator für Bau- und Wohnungswesen (Hrsg.): Die neue U-Bahnlinie G von Wilmersdorf nach Wedding. Berlin 1961.
- Senator für Bau- und Wohnungswesen (Hrsg.): Die Verlängerung der U-Bahnlinien 7 und 9 – ein neues Bahnkreuz. Berlin 1971.
- Heinz Bülow: U-Bahnlinie 9 in Steglitz betriebsbereit. Sonderdruck aus Berliner Bauwirtschaft, Heft 18/74.
- Siegfried Gerlach: U-Bahnlinie 9 von Rathaus Steglitz bis Osloer Straße: Die nördliche Verlängerung. Sonderdruck aus Berliner Bauwirtschaft, Heft 8/76.
- Alexander Seefeldt: Berliner U-Bahn-Linien: U9 / Nord-Süd durch die City-West. Robert Schwandl Verlag, Berlin 2011, ISBN 978-3-936573-30-5.
- Reinhard Arf: Zunächst zwischen Wedding und Wilmersdorf / 50 Jahre U-Bahn-Linie G (U9) Spichernstraße–Leopoldplatz. In: Verkehrsgeschichtliche Blätter, 38. Jg., Heft 4 (Juli/August 2011), S. 108–109.